# Kopciówka (województwo podlaskie)
Kopciówka – wieś w Polsce położona w województwie podlaskim, w powiecie sokólskim, w gminie Suchowola.
Wieś królewska ekonomii grodzieńskiej położona była w końcu XVIII wieku  w powiecie grodzieńskim województwa trockiego. W latach 1975–1998 miejscowość administracyjnie należała do województwa białostockiego.
W wyniku przeprowadzonych w latach 50. XX w. badań dialektologicznych stwierdzono, że mieszkańcy Kopciówki na co dzień posługują się między sobą gwarą języka białoruskiego. Stanowiło to swoisty fenomen, ze względu na fakt, że mieszkańcy nie tylko nie wykształcili białoruskiej odrębności narodowej, ale też nie byli świadomi tego, że ich domowy język jest w rzeczywistości językiem białoruskim. Współcześnie mieszkańcy wsi w pełni utożsamiają się z narodem Polskim, zaś gwarę, określaną przez nich samych językiem prostym, należy uznać już za pozostającą na granicy wymarcia. Z perspektywy etniczno-dialektologicznej mieszkańców Kopciówki określa się mianem białoruskojęzycznych katolików bądź Białorusinami Sokólszczyzny.